# Volleyball Nations League maschile 2024
La Volleyball Nations League 2024, 6ª edizione dell'omonima competizione di pallavolo maschile, si è svolta dal 21 maggio al 30 giugno 2024: al torneo hanno partecipato sedici squadre nazionali e la vittoria finale è andata per la seconda volta alla Francia.

## Regolamento

### Formula
Le formula ha previsto:
- Prima fase, disputata con girone all'italiana: le prime sette classificate e la nazionale del paese organizzatore (nel caso in cui sia arrivata tra le prime sette si qualifica l'ottava classificata) hanno acceduto alla fase finale.
- Fase finale, disputata con quarti di finale, semifinale, finale per il terzo posto e finale, giocate con gara unica[2].

### Criteri di classifica
Se il risultato finale è stato di 3-0 o 3-1 sono stati assegnati 3 punti alla squadra vincente e 0 a quella sconfitta, se il risultato finale è stato di 3-2 sono stati assegnati 2 punti alla squadra vincente e 1 a quella sconfitta.
L'ordine del posizionamento in classifica è stato definito in base a:
- Numero di partite vinte;
- Punti;
- Ratio dei set vinti/persi;
- Ratio dei punti realizzati/subiti;
- Risultati degli scontri diretti.

## Squadre partecipanti
| Squadra     | Qualificazione                         | Ultima partecipazione          |
| ----------- | -------------------------------------- | ------------------------------ |
| Argentina   | Wild card                              | Volleyball Nations League 2023 |
| Brasile     | Wild card                              | Volleyball Nations League 2023 |
| Bulgaria    | Wild card                              | Volleyball Nations League 2023 |
| Canada      | Wild card                              | Volleyball Nations League 2023 |
| Cuba        | Wild card                              | Volleyball Nations League 2023 |
| Francia     | Wild card                              | Volleyball Nations League 2023 |
| Germania    | Wild card                              | Volleyball Nations League 2023 |
| Giappone    | Wild card                              | Volleyball Nations League 2023 |
| Iran        | Wild card                              | Volleyball Nations League 2023 |
| Italia      | Wild card                              | Volleyball Nations League 2023 |
| Paesi Bassi | Wild card                              | Volleyball Nations League 2023 |
| Polonia     | Wild card                              | Volleyball Nations League 2023 |
| Serbia      | Wild card                              | Volleyball Nations League 2023 |
| Slovenia    | Wild card                              | Volleyball Nations League 2023 |
| Stati Uniti | Wild card                              | Volleyball Nations League 2023 |
| Turchia     | 1ª alla Volleyball Challenger Cup 2023 | Debutto                        |

## Torneo

### Fase a gironi

#### Prima settimana
| Girone 1    | Girone 2  |
| ----------- | --------- |
| Bulgaria    | Argentina |
| Canada      | Brasile   |
| Francia     | Cuba      |
| Paesi Bassi | Germania  |
| Polonia     | Giappone  |
| Slovenia    | Iran      |
| Stati Uniti | Italia    |
| Turchia     | Serbia    |

##### Girone 1
| 21 maggio 2024 Antalya Spor Salonu, Adalia Durata: 1h:14 - Spettatori: 501   | Bulgaria    | 0 - 3 | Francia     | 21-25, 24-26, 14-25               |
| 21 maggio 2024 Antalya Spor Salonu, Adalia Durata: 1h:41 - Spettatori: 4 805 | Turchia     | 1 - 3 | Canada      | 25-17, 23-25, 21-25, 21-25        |
| 22 maggio 2024 Antalya Spor Salonu, Adalia Durata: 2h:29 - Spettatori: 342   | Paesi Bassi | 2 - 3 | Slovenia    | 33-31, 22-25, 25-20, 21-25, 25-27 |
| 22 maggio 2024 Antalya Spor Salonu, Adalia Durata: 1h:16 - Spettatori: 973   | Stati Uniti | 0 - 3 | Polonia     | 22-25, 15-25, 24-26               |
| 23 maggio 2024 Antalya Spor Salonu, Adalia Durata: 1h:48 - Spettatori: 395   | Slovenia    | 3 - 1 | Francia     | 25-18, 25-22, 23-25, 25-21        |
| 23 maggio 2024 Antalya Spor Salonu, Adalia Durata: 1h:44 - Spettatori: 705   | Canada      | 1 - 3 | Polonia     | 25-18, 20-25, 23-25, 21-25        |
| 23 maggio 2024 Antalya Spor Salonu, Adalia Durata: 2h:01 - Spettatori: 5 200 | Turchia     | 2 - 3 | Paesi Bassi | 25-19, 25-20, 18-25, 21-25, 9-15  |
| 24 maggio 2024 Antalya Spor Salonu, Adalia Durata: 1h:25 - Spettatori: 205   | Bulgaria    | 0 - 3 | Canada      | 22-25, 28-30, 24-26               |
| 24 maggio 2024 Antalya Spor Salonu, Adalia Durata: 1h:14 - Spettatori: 467   | Francia     | 3 - 0 | Stati Uniti | 25-22, 25-21, 25-21               |
| 24 maggio 2024 Antalya Spor Salonu, Adalia Durata: 1h:23 - Spettatori: 690   | Paesi Bassi | 0 - 3 | Polonia     | 28-30, 23-25, 18-25               |
| 25 maggio 2024 Antalya Spor Salonu, Adalia Durata: 1h:59 - Spettatori: 740   | Slovenia    | 3 - 2 | Canada      | 22-25, 25-18, 25-18, 21-25, 15-10 |
| 25 maggio 2024 Antalya Spor Salonu, Adalia Durata: 1h:45 - Spettatori: 5 240 | Turchia     | 1 - 3 | Francia     | 27-25, 23-25, 16-25, 14-25        |
| 25 maggio 2024 Antalya Spor Salonu, Adalia Durata: 1h:59 - Spettatori: 625   | Bulgaria    | 3 - 1 | Stati Uniti | 25-21, 25-20, 21-25, 25-21        |
| 26 maggio 2024 Antalya Spor Salonu, Adalia Durata: 1h:17 - Spettatori: 950   | Slovenia    | 3 - 0 | Polonia     | 25-20, 25-21, 25-18               |
| 26 maggio 2024 Antalya Spor Salonu, Adalia Durata: 1h:51 - Spettatori: 5 150 | Turchia     | 1 - 3 | Stati Uniti | 25-20, 22-25, 25-27, 21-25        |
| 26 maggio 2024 Antalya Spor Salonu, Adalia Durata: 1h:34 - Spettatori: 510   | Bulgaria    | 1 - 3 | Paesi Bassi | 16-25, 25-20, 13-25, 20-25        |

##### Girone 2
| 21 maggio 2024 Ginásio do Maracanãzinho, Rio de Janeiro Durata: 1h:44 - Spettatori: 2 171 | Argentina | 1 - 3 | Giappone  | 26-24, 22-25, 23-25, 19-25        |
| 21 maggio 2024 Ginásio do Maracanãzinho, Rio de Janeiro Durata: 1h:57 - Spettatori: ?     | Cuba      | 3 - 1 | Brasile   | 25-23, 27-29, 25-21, 25-21        |
| 22 maggio 2024 Ginásio do Maracanãzinho, Rio de Janeiro Durata: 1h:16 - Spettatori: 1 491 | Germania  | 0 - 3 | Italia    | 21-25, 18-25, 23-25               |
| 22 maggio 2024 Ginásio do Maracanãzinho, Rio de Janeiro Durata: 1h:31 - Spettatori: 475   | Iran      | 1 - 3 | Serbia    | 25-27, 25-17, 19-25, 18-25        |
| 23 maggio 2024 Ginásio do Maracanãzinho, Rio de Janeiro Durata: 1h:44 - Spettatori: 1 104 | Cuba      | 3 - 1 | Germania  | 26-24, 25-20, 18-25, 25-23        |
| 23 maggio 2024 Ginásio do Maracanãzinho, Rio de Janeiro Durata: 1h:07 - Spettatori: 2 937 | Giappone  | 3 - 0 | Serbia    | 25-20, 25-16, 25-22               |
| 23 maggio 2024 Ginásio do Maracanãzinho, Rio de Janeiro Durata: 2h:02 - Spettatori: 9 372 | Argentina | 2 - 3 | Brasile   | 13-25, 25-20, 25-19, 23-25, 11-15 |
| 24 maggio 2024 Ginásio do Maracanãzinho, Rio de Janeiro Durata: 2h:06 - Spettatori: 1 258 | Cuba      | 2 - 3 | Giappone  | 25-18, 22-25, 23-25, 25-19, 20-22 |
| 24 maggio 2024 Ginásio do Maracanãzinho, Rio de Janeiro Durata: 1h:11 - Spettatori: 2 908 | Iran      | 0 - 3 | Italia    | 19-25, 18-25, 11-25               |
| 24 maggio 2024 Ginásio do Maracanãzinho, Rio de Janeiro Durata: 1h:43 - Spettatori: 9 460 | Serbia    | 1 - 3 | Brasile   | 21-25, 20-25, 25-22, 22-25        |
| 25 maggio 2024 Ginásio do Maracanãzinho, Rio de Janeiro Durata: 1h:42 - Spettatori: ?     | Giappone  | 1 - 3 | Italia    | 25-23, 16-25, 17-25, 17-25        |
| 25 maggio 2024 Ginásio do Maracanãzinho, Rio de Janeiro Durata: 1h:45 - Spettatori: 4 331 | Argentina | 3 - 1 | Germania  | 21-25, 25-19, 25-21, 25-21        |
| 25 maggio 2024 Ginásio do Maracanãzinho, Rio de Janeiro Durata: 1h:38 - Spettatori: 472   | Cuba      | 3 - 1 | Iran      | 25-20, 14-25, 25-21, 25-21        |
| 26 maggio 2024 Ginásio do Maracanãzinho, Rio de Janeiro Durata: 2h:08 - Spettatori: 9 754 | Brasile   | 2 - 3 | Italia    | 25-17, 15-25, 25-22, 17-25, 13-15 |
| 26 maggio 2024 Ginásio do Maracanãzinho, Rio de Janeiro Durata: 1h:11 - Spettatori: 1 975 | Serbia    | 0 - 3 | Germania  | 21-25, 20-25, 20-25               |
| 26 maggio 2024 Ginásio do Maracanãzinho, Rio de Janeiro Durata: 2h:12 - Spettatori: 567   | Iran      | 2 - 3 | Argentina | 25-23, 29-31, 25-20, 20-25, 13-15 |

#### Seconda settimana
| Girone 3 | Girone 4    |
| -------- | ----------- |
| Brasile  | Argentina   |
| Bulgaria | Canada      |
| Germania | Cuba        |
| Giappone | Francia     |
| Iran     | Italia      |
| Polonia  | Paesi Bassi |
| Slovenia | Serbia      |
| Turchia  | Stati Uniti |

##### Girone 3
| 4 giugno 2024 Fukuoka Convention Center, Fukuoka Durata: 1h:05 - Spettatori: 3 016 | Germania | 0 - 3 | Brasile  | 15-25, 16-25, 15-25               |
| 4 giugno 2024 Fukuoka Convention Center, Fukuoka Durata: 1h:36 - Spettatori: 3 319 | Polonia  | 3 - 1 | Bulgaria | 21-25, 25-21, 25-19, 25-18        |
| 4 giugno 2024 Fukuoka Convention Center, Fukuoka Durata: 1h:16 - Spettatori: 7 619 | Iran     | 0 - 3 | Giappone | 23-25, 22-25, 17-25               |
| 5 giugno 2024 Fukuoka Convention Center, Fukuoka Durata: 1h:22 - Spettatori: 906   | Slovenia | 3 - 0 | Turchia  | 25-22, 26-24, 25-20               |
| 5 giugno 2024 Fukuoka Convention Center, Fukuoka Durata: 2h:06 - Spettatori: 7 722 | Germania | 2 - 3 | Giappone | 22-25, 25-22, 27-25, 23-25, 8-15  |
| 6 giugno 2024 Fukuoka Convention Center, Fukuoka Durata: 1h:42 - Spettatori: 909   | Iran     | 1 - 3 | Brasile  | 19-25, 25-22, 16-25, 23-25        |
| 6 giugno 2024 Fukuoka Convention Center, Fukuoka Durata: 1h:40 - Spettatori: 1 148 | Bulgaria | 1 - 3 | Germania | 24-26, 25-22, 16-25, 16-25        |
| 6 giugno 2024 Fukuoka Convention Center, Fukuoka Durata: 1h:12 - Spettatori: 1 391 | Polonia  | 3 - 0 | Turchia  | 25-19, 25-12, 25-19               |
| 7 giugno 2024 Fukuoka Convention Center, Fukuoka Durata: 2h:04 - Spettatori: 1 105 | Bulgaria | 3 - 2 | Iran     | 20-25, 25-22, 25-23, 20-25, 15-11 |
| 7 giugno 2024 Fukuoka Convention Center, Fukuoka Durata: 2h:09 - Spettatori: 1 952 | Brasile  | 2 - 3 | Slovenia | 25-27, 25-23, 24-26, 25-21, 12-15 |
| 7 giugno 2024 Fukuoka Convention Center, Fukuoka Durata: 1h:11 - Spettatori: 7 874 | Giappone | 0 - 3 | Polonia  | 17-25, 15-25, 20-25               |
| 8 giugno 2024 Fukuoka Convention Center, Fukuoka Durata: 1h:48 - Spettatori: 3 160 | Turchia  | 3 - 1 | Iran     | 22-25, 25-23, 25-23, 27-25        |
| 8 giugno 2024 Fukuoka Convention Center, Fukuoka Durata: 1h:48 - Spettatori: 5 280 | Polonia  | 1 - 3 | Brasile  | 21-25, 17-25, 25-21, 23-25        |
| 8 giugno 2024 Fukuoka Convention Center, Fukuoka Durata: 1h:51 - Spettatori: 7 706 | Giappone | 3 - 1 | Slovenia | 25-23, 19-25, 26-24, 25-21        |
| 9 giugno 2024 Fukuoka Convention Center, Fukuoka Durata: 2h:26 - Spettatori: 1 643 | Turchia  | 2 - 3 | Germania | 22-25, 44-42, 23-25, 25-19, 12-15 |
| 9 giugno 2024 Fukuoka Convention Center, Fukuoka Durata: 1h:13 - Spettatori: 1 830 | Bulgaria | 0 - 3 | Slovenia | 23-25, 14-25, 20-25               |

##### Girone 4
| 4 giugno 2024 TD Place Arena, Ottawa Durata: 1h:22 - Spettatori: 1 113 | Argentina   | 0 - 3 | Stati Uniti | 23-25, 21-25, 24-26               |
| 4 giugno 2024 TD Place Arena, Ottawa Durata: 1h:47 - Spettatori: 1 828 | Canada      | 3 - 1 | Cuba        | 25-21, 25-27, 25-20, 28-26        |
| 5 giugno 2024 TD Place Arena, Ottawa Durata: 1h:10 - Spettatori: 761   | Serbia      | 3 - 0 | Paesi Bassi | 25-17, 25-20, 26-24               |
| 5 giugno 2024 TD Place Arena, Ottawa Durata: 1h:59 - Spettatori: 1 252 | Francia     | 3 - 2 | Italia      | 25-23, 18-25, 25-23, 19-25, 15-10 |
| 6 giugno 2024 TD Place Arena, Ottawa Durata: 1h:48 - Spettatori: 1 942 | Cuba        | 1 - 3 | Paesi Bassi | 24-26, 25-21, 20-25, 22-25        |
| 6 giugno 2024 TD Place Arena, Ottawa Durata: 1h:32 - Spettatori: 1 897 | Stati Uniti | 0 - 3 | Italia      | 23-25, 24-26, 20-25               |
| 6 giugno 2024 TD Place Arena, Ottawa Durata: 1h:45 - Spettatori: 2 619 | Canada      | 1 - 3 | Argentina   | 18-25, 25-22, 21-25, 20-25        |
| 7 giugno 2024 TD Place Arena, Ottawa Durata: 1h:37 - Spettatori: 2 000 | Cuba        | 1 - 3 | Italia      | 21-25, 25-22, 19-25, 13-25        |
| 7 giugno 2024 TD Place Arena, Ottawa Durata: 1h:31 - Spettatori: 1 594 | Francia     | 3 - 1 | Paesi Bassi | 25-20, 20-25, 25-19, 25-22        |
| 7 giugno 2024 TD Place Arena, Ottawa Durata: 1h:40 - Spettatori: 2 389 | Stati Uniti | 3 - 1 | Serbia      | 23-25, 25-15, 25-23, 25-14        |
| 8 giugno 2024 TD Place Arena, Ottawa Durata: 1h:43 - Spettatori: 4 009 | Cuba        | 3 - 2 | Francia     | 25-18, 20-25, 23-25, 25-22, 15-10 |
| 8 giugno 2024 TD Place Arena, Ottawa Durata: 1h:54 - Spettatori: 7 010 | Canada      | 3 - 1 | Stati Uniti | 25-16, 19-25, 26-24, 28-26        |
| 8 giugno 2024 TD Place Arena, Ottawa Durata: 1h:59 - Spettatori: 5 500 | Serbia      | 2 - 3 | Argentina   | 26-28, 18-25, 25-18, 25-22, 13-15 |
| 9 giugno 2024 TD Place Arena, Ottawa Durata: 1h:10 - Spettatori: 2 139 | Italia      | 3 - 0 | Paesi Bassi | 25-18, 25-15, 25-21               |
| 9 giugno 2024 TD Place Arena, Ottawa Durata: 1h:49 - Spettatori: 3 058 | Argentina   | 2 - 3 | Francia     | 19-25, 17-25, 25-22, 28-26, 9-15  |
| 9 giugno 2024 TD Place Arena, Ottawa Durata: 1h:35 - Spettatori: 4 100 | Canada      | 1 - 3 | Serbia      | 25-21, 20-25, 18-25, 23-25        |

#### Terza settimana
| Girone 5  | Girone 6    |
| --------- | ----------- |
| Argentina | Brasile     |
| Bulgaria  | Canada      |
| Cuba      | Francia     |
| Italia    | Germania    |
| Polonia   | Giappone    |
| Serbia    | Iran        |
| Slovenia  | Paesi Bassi |
| Turchia   | Stati Uniti |

##### Girone 5
| 18 giugno 2024 Arena Stožice, Lubiana Durata: 1h:41 - Spettatori: 234    | Bulgaria  | 3 -1  | Turchia   | 27-25, 25-20, 12-25, 25-22        |
| 18 giugno 2024 Arena Stožice, Lubiana Durata: 1h:22 - Spettatori: 5 130  | Slovenia  | 3 - 0 | Argentina | 25-23, 25-22, 29-27               |
| 19 giugno 2024 Arena Stožice, Lubiana Durata: 1h:41 - Spettatori: 742    | Cuba      | 2 - 3 | Serbia    | 25-22, 25-21, 16-25, 21-25, 12-15 |
| 19 giugno 2024 Arena Stožice, Lubiana Durata: 1h:15 - Spettatori: 1 145  | Italia    | 0 - 3 | Polonia   | 22-25, 21-25, 22-25               |
| 20 giugno 2024 Arena Stožice, Lubiana Durata: 1h:08 - Spettatori: 250    | Turchia   | 0 - 3 | Argentina | 17-25, 18-25, 20-25               |
| 20 giugno 2024 Arena Stožice, Lubiana Durata: 1h:14 - Spettatori: 262    | Bulgaria  | 0 - 3 | Italia    | 25-27, 20-25, 21-25               |
| 20 giugno 2024 Arena Stožice, Lubiana Durata: 2h:00 - Spettatori: 5 617  | Cuba      | 2 - 3 | Slovenia  | 22-25, 25-20, 21-25, 31-29, 8-15  |
| 21 giugno 2024 Arena Stožice, Lubiana Durata: 1h:09 - Spettatori: 362    | Argentina | 0 - 3 | Polonia   | 19-25, 18-25, 22-25               |
| 21 giugno 2024 Arena Stožice, Lubiana Durata: 1h:03 - Spettatori: 268    | Bulgaria  | 0 - 3 | Cuba      | 18-25, 20-25, 18-25               |
| 21 giugno 2024 Arena Stožice, Lubiana Durata: 1h:35 - Spettatori: 392    | Turchia   | 1 - 3 | Serbia    | 25-20, 19-25, 23-25, 21-25        |
| 22 giugno 2024 Arena Stožice, Lubiana Durata: 1h:07 - Spettatori: 420    | Bulgaria  | 0 - 3 | Argentina | 22-25, 17-25, 20-25               |
| 22 giugno 2024 Arena Stožice, Lubiana Durata: 1h:49 - Spettatori: 922    | Serbia    | 2 - 3 | Polonia   | 21-25, 25-21, 18-25, 25-22, 11-15 |
| 22 giugno 2024 Arena Stožice, Lubiana Durata: 1h:15 - Spettatori: 11 135 | Slovenia  | 3 - 0 | Italia    | 25-19, 25-21, 25-19               |
| 23 giugno 2024 Arena Stožice, Lubiana Durata: 1h:02 - Spettatori: 397    | Cuba      | 0 - 3 | Polonia   | 17-25, 20-25, 20-25               |
| 23 giugno 2024 Arena Stožice, Lubiana Durata: 1h:39 - Spettatori: 415    | Turchia   | 1 - 3 | Italia    | 21-25, 26-24, 19-25, 21-25        |
| 23 giugno 2024 Arena Stožice, Lubiana Durata: 1h:42 - Spettatori: ?      | Serbia    | 2 - 3 | Slovenia  | 13-25, 27-25, 14-25, 25-22, 12-15 |

##### Girone 6
| 18 giugno 2024 Rizal Memorial Coliseum, Manila Durata: 1h:56 - Spettatori: 4 090  | Paesi Bassi | 1 - 3 | Brasile     | 26-24, 23-25, 29-31, 20-25        |
| 18 giugno 2024 Rizal Memorial Coliseum, Manila Durata: 1h:43 - Spettatori: 5 996  | Canada      | 3 - 2 | Giappone    | 25-21, 20-25, 25-15, 20-25, 15-10 |
| 19 giugno 2024 Rizal Memorial Coliseum, Manila Durata: 1h:42 - Spettatori: 2 003  | Germania    | 3 - 1 | Francia     | 25-23, 25-27, 25-20, 25-23        |
| 19 giugno 2024 Rizal Memorial Coliseum, Manila Durata: 2h:21 - Spettatori: 3 224  | Iran        | 3 - 2 | Stati Uniti | 26-28, 25-23, 25-18, 26-28, 15-13 |
| 20 giugno 2024 Rizal Memorial Coliseum, Manila Durata: 1h:11 - Spettatori: 1 017  | Germania    | 0 - 3 | Canada      | 19-25, 18-25, 21-25               |
| 20 giugno 2024 Rizal Memorial Coliseum, Manila Durata: 1h:54 - Spettatori: 1 906  | Iran        | 3 - 2 | Paesi Bassi | 25-22, 22-25, 25-21, 20-25, 15-10 |
| 20 giugno 2024 Rizal Memorial Coliseum, Manila Durata: 2h:07 - Spettatori: ?      | Brasile     | 2 - 3 | Stati Uniti | 21-25, 25-18, 21-25, 25-22, 9-15  |
| 21 giugno 2024 Rizal Memorial Coliseum, Manila Durata: 1h:11 - Spettatori: 1 882  | Iran        | 0 - 3 | Francia     | 21-25, 17-25, 20-25               |
| 21 giugno 2024 Rizal Memorial Coliseum, Manila Durata: 1h:17 - Spettatori: 4 145  | Canada      | 3 - 0 | Brasile     | 26-24, 25-19, 26-24               |
| 21 giugno 2024 Rizal Memorial Coliseum, Manila Durata: 1h:15 - Spettatori: 8 440  | Paesi Bassi | 0 - 3 | Giappone    | 18-25, 19-25, 20-25               |
| 22 giugno 2024 Rizal Memorial Coliseum, Manila Durata: 1h:50 - Spettatori: 5 318  | Germania    | 1 - 3 | Stati Uniti | 23-25, 25-21, 24-26, 23-25        |
| 22 giugno 2024 Rizal Memorial Coliseum, Manila Durata: 1h:57 - Spettatori: 8 688  | Canada      | 3 - 2 | Paesi Bassi | 21-25, 25-22, 28-26, 14-25, 15-9  |
| 22 giugno 2024 Rizal Memorial Coliseum, Manila Durata: 1h:46 - Spettatori: 11 879 | Francia     | 2 - 3 | Giappone    | 25-17, 25-19, 16-25, 23-25, 10-15 |
| 23 giugno 2024 Rizal Memorial Coliseum, Manila Durata: 1h:15 - Spettatori: 3 505  | Germania    | 3 - 0 | Iran        | 25-20, 25-23, 25-20               |
| 23 giugno 2024 Rizal Memorial Coliseum, Manila Durata: 2h:07 - Spettatori: 10 593 | Francia     | 3 - 2 | Brasile     | 25-23, 27-29, 13-25, 25-19, 18-16 |
| 23 giugno 2024 Rizal Memorial Coliseum, Manila Durata: 1h:19 - Spettatori: 12 424 | Giappone    | 3 - 0 | Stati Uniti | 25-20, 25-23, 25-19               |

#### Classifica
| Pos. | Squadra     | Pt | G  | V  | P  | SV | SP | Ratio | PF    | PS    | Ratio |
| ---- | ----------- | -- | -- | -- | -- | -- | -- | ----- | ----- | ----- | ----- |
| 1.   | Slovenia    | 28 | 12 | 11 | 1  | 34 | 14 | 2,428 | 1 145 | 1 026 | 1,115 |
| 2.   | Polonia     | 29 | 12 | 10 | 2  | 31 | 10 | 3,100 | 973   | 856   | 1,136 |
| 3.   | Italia      | 27 | 12 | 9  | 3  | 29 | 14 | 2,071 | 1 006 | 884   | 1,138 |
| 4.   | Giappone    | 25 | 12 | 9  | 3  | 30 | 17 | 1,764 | 1 039 | 1 019 | 1,019 |
| 5.   | Canada      | 23 | 12 | 8  | 4  | 29 | 19 | 1,526 | 1 089 | 1 071 | 1,016 |
| 6.   | Francia     | 23 | 12 | 8  | 4  | 30 | 20 | 1,500 | 1 122 | 1 070 | 1,048 |
| 7.   | Brasile     | 21 | 12 | 6  | 6  | 27 | 24 | 1,125 | 1 154 | 1 106 | 1,043 |
| 8.   | Argentina   | 18 | 12 | 6  | 6  | 23 | 24 | 0,958 | 1 049 | 1 049 | 1,000 |
| 9.   | Cuba        | 17 | 12 | 5  | 7  | 24 | 26 | 0,923 | 1 109 | 1 132 | 0,979 |
| 10.  | Serbia      | 17 | 12 | 5  | 7  | 23 | 26 | 0,884 | 1 051 | 1 094 | 0,960 |
| 11.  | Germania    | 15 | 12 | 5  | 7  | 20 | 25 | 0,800 | 1 018 | 1 048 | 0,971 |
| 12.  | Stati Uniti | 15 | 12 | 5  | 7  | 19 | 26 | 0,730 | 1 015 | 1 047 | 0,969 |
| 13.  | Paesi Bassi | 11 | 12 | 3  | 9  | 17 | 31 | 0,548 | 1 057 | 1 107 | 0,954 |
| 14.  | Bulgaria    | 8  | 12 | 3  | 9  | 12 | 31 | 0,387 | 900   | 1 033 | 0,871 |
| 15.  | Iran        | 6  | 12 | 2  | 10 | 14 | 34 | 0,411 | 1 026 | 1 111 | 0,923 |
| 16.  | Turchia     | 5  | 12 | 1  | 11 | 13 | 34 | 0,382 | 1 024 | 1 124 | 0,911 |

      Qualificata alla fase finale.

### Fase finale
|  | Quarti di finale | Quarti di finale | Quarti di finale |          |   | Semifinali | Semifinali | Semifinali |   |                 | Finale          | Finale          | Finale |  |
|  |                  |                  |                  |          |   |            |            |            |   |                 |                 |                 |        |  |
|  | 1                | Slovenia         | 3                |          |   |            |            |            |   |                 |                 |                 |        |  |
|  | 1                | Slovenia         | 3                |          |   |            |            |            |   |                 |                 |                 |        |  |
|  | 8                | Argentina        | 2                |          |   |            |            |            |   |                 |                 |                 |        |  |
|  | 8                | Argentina        | 2                |          | 1 | Slovenia   | 0          |            |   |                 |                 |                 |        |  |
|  |                  |                  |                  |          | 1 | Slovenia   | 0          |            |   |                 |                 |                 |        |  |
|  |                  |                  | 4                | Giappone | 3 |            |            |            |   |                 |                 |                 |        |  |
|  | 4                | Giappone         | 4                | Giappone | 3 | 3          |            |            |   |                 |                 |                 |        |  |
|  | 4                | Giappone         |                  |          |   |            |            |            |   |                 |                 |                 |        |  |
|  | 5                | Canada           | 0                |          |   |            |            |            |   |                 |                 |                 |        |  |
|  | 5                | Canada           | 0                |          | 4 | Giappone   | 1          |            |   |                 |                 |                 |        |  |
|  |                  |                  |                  |          |   |            |            |            |   |                 |                 |                 |        |  |
|  |                  |                  | 6                | Francia  | 3 |            |            |            |   |                 |                 |                 |        |  |
|  | 2                | Polonia          | 6                | Francia  | 3 | 3          |            |            |   |                 |                 |                 |        |  |
|  | 2                | Polonia          |                  |          |   | 3          |            |            |   |                 |                 |                 |        |  |
|  | 7                | Brasile          | 1                |          |   |            |            |            |   |                 |                 |                 |        |  |
|  | 7                | Brasile          | 1                |          | 2 | Polonia    | 2          |            |   | Finale 3º posto | Finale 3º posto | Finale 3º posto |        |  |
|  |                  |                  |                  |          | 2 | Polonia    | 2          |            |   |                 |                 |                 |        |  |
|  |                  |                  | 6                | Francia  | 3 |            |            |            |   |                 |                 |                 |        |  |
|  | 3                | Italia           | 6                | Francia  | 3 | 2          |            |            | 1 | Slovenia        | 0               |                 |        |  |
|  | 3                | Italia           |                  |          |   |            |            |            | 1 | Slovenia        | 0               |                 |        |  |
|  | 6                | Francia          | 3                |          |   | 2          | Polonia    | 3          |   |                 |                 |                 |        |  |

#### Quarti di finale
| 27 giugno 2024 Atlas Arena, Łódź Durata: 1h:27 - Spettatori: 5 510  | Giappone | 3 - 0 | Canada    | 26-24, 25-18, 26-24               |
| 27 giugno 2024 Atlas Arena, Łódź Durata: 2h:05 - Spettatori: 10 342 | Polonia  | 3 - 1 | Brasile   | 18-25, 25-23, 25-22, 25-16        |
| 28 giugno 2024 Atlas Arena, Łódź Durata: 2h:04 - Spettatori: 7 804  | Italia   | 2 - 3 | Francia   | 25-19, 20-25, 25-22, 22-25, 11-15 |
| 28 giugno 2024 Atlas Arena, Łódź Durata: 2h:03 - Spettatori: 8 232  | Slovenia | 3 - 2 | Argentina | 19-25, 25-17, 17-25, 29-27, 15-7  |

#### Semifinali
| 29 giugno 2024 Atlas Arena, Łódź Durata: 2h:04 - Spettatori: 10 984 | Polonia  | 2 - 3 | Francia  | 25-22, 22-25, 23-25, 25-20, 16-18 |
| 29 giugno 2024 Atlas Arena, Łódź Durata: 1h:34 - Spettatori: 5 218  | Slovenia | 0 - 3 | Giappone | 21-25, 25-27, 29-31               |

#### Finale 3º posto
| 30 giugno 2024 Atlas Arena, Łódź Durata: 1h:20 - Spettatori: 11 018 | Slovenia | 0 - 3 | Polonia | 24-26, 16-25, 17-25 |

#### Finale
| 30 giugno 2024 Atlas Arena, Łódź Durata: 1h:43 - Spettatori: 9 966 | Giappone | 1 - 3 | Francia | 23-25, 25-18, 23-25, 23-25 |

## Classifica finale
| Pos     | Squadra     | Rosa |
| ------- | ----------- | --- |
| Oro     | Francia     | Formazione: 1 Chinenyeze, 2 Grebennikov, 4 Patry, 6 Toniutti, 7 Tillie, 9 N'Gapeth, 11 Brizard, 14 Le Goff, 16 Bultor, 17 Clévenot, 19 Louati, 20 Diez, 21 Faure, 23 Carle, 25 Jouffroy, 31 Seddik, CT: Giani |
| Argento | Giappone    | Formazione: 1 Nishida, 2 Onodera, 3 Fukatsu, 4 Miyaura, 5 Ōtsuka, 6 Yamauchi, 7 Takanashi, 8 Sekita, 9 Oya, 10 K. Takahashi, 11 Tomita, 12 R. Takahashi, 13 Ogawa, 14 Ishikawa, 15 Kai, 20 Yamamoto, 23 Ebadedan-Dan, CT: Blain |
| Bronzo  | Polonia     | Formazione: 3 Popiwczak, 4 Komenda, 5 Kaczmarek, 6 Kurek, 7 Kłos, 9 León, 10 Bednorz, 11 Śliwka, 12 Łomacz, 14 Hawryluk, 15 Kochanowski, 16 Semeniuk, 17 Zatorski, 19 Janusz, 20 Bieniek, 21 Fornal, 23 Butryn, 24 Szymura, 25 Szalpuk, 30 Bołądź, 31 Adamczyk, 34 Jakubiszak, 72 Poręba, 96 Firlej, 99 Huber, CT: Grbić                       |
| 4       | Slovenia    | Formazione: 1 T. Štern, 2 Pajenk, 3 Planinšič, 4 Kozamernik, 6 Toman, 7 Marovt, 8 Bračko, 9 Vinčić, 10 Štalekar, 13 Kovačič, 14 Štern, 16 Ropret, 17 Urnaut, 18 Čebulj, 19 Možič, 20 Mujanović, 22 Kržič, CT: Crețu |
| 5       | Italia      | Formazione: 2 P. Porro, 3 Recine, 5 Michieletto, 6 Giannelli, 7 Balaso, 8 Sbertoli, 9 Falaschi, 11 Sanguinetti, 12 Bottolo, 13 Cortesia, 14 Galassi, 15 Lavia, 16 Romanò, 17 Anzani, 18 Gironi, 19 Russo, 20 Rinaldi, 21 Gardini, 22 Gaggini, 23 Bovolenta, 27 Caneschi, 28 Laurenzano, 30 Mosca, 31 L. Porro, CT: De Giorgi                   |
| 6       | Canada      | Formazione: 1 Eshenko, 2 Herr, 4 Hoag, 5 Hofer, 6 Demyanenko, 7 Maar, 8 Walsh, 11 Ketrzynski, 12 Van Berkel, 14 Szwarc, 16 Schnitzer, 17 Barnes, 18 Lui, 33 McCarthy, 80 Loeppky, 97 Currie, CT: Sammelvuo |
| 7       | Brasile     | Formazione: 1 Br. de Rezende, 2 Bergmann, 5 Mat. Silva, 6 Cavalcante, 8 Honorato, 9 Leal, 12 Santos, 14 Kreling, 16 Saatkamp, 17 Hoss, 18 Lucarelli, 19 Mau. Silva, 20 Bento, 21 A. de Souza, 23 Gualberto, 28 D. de Souza, 30 da Cunha, CT: Be. de Rezende                                                                                    |
| 8       | Argentina   | Formazione: 1 Sánchez, 3 Martínez, 4 Gallego, 7 Conte, 8 Loser, 9 Danani, 12 Lima, 13 Palacios, 15 De Cecco, 16 Kukartsev, 17 Vicentín, 18 Ramos, 21 Palonsky, 22 Zerba, CT: Méndez |
| 9       | Cuba        | Formazione: 1 Massó, 2 Melgarejo, 4 Sánchez, 5 Concepción, 6 Thondike, 7 García, 11 Taboada, 13 Simón, 15 Camino, 17 Alonso, 18 López, 23 Yant, 24 Gourguet, 31 Charles, CT: Cruz |
| 10      | Serbia      | Formazione: 2 Kovačević, 3 Kapur, 6 Ristić, 7 Krsmanović, 8 Ivović, 9 Jovović, 10 Kujundžić, 12 Perić, 14 Atanasijević, 15 Mašulović, 16 Luburić, 18 Podraščanin, 21 Todorović, 29 Nedeljković, CT: Kolaković |
| 11      | Germania    | Formazione: 1 Fromm, 2 Graven, 3 Kaliberda, 5 Reichert, 6 Tille, 7 Kunstmann, 8 John, 9 Grozer, 10 Zenger, 11 Kampa, 12 Brehme, 13 Schott, 14 Karlitzek, 16 Peter, 17 Zimmermann, 18 Krage, 21 Krick, 22 Brand, 23 Goralik, 24 Burggräf, 25 Maase, 31 Böhme, CT: Winiarski                                                                     |
| 12      | Stati Uniti | Formazione: 1 Anderson, 2 A. Russell, 3 García, 4 Jendryk, 5 Ensing, 6 Isaacson, 8 DeFalco, 9 Hanes, 10 Dagostino, 11 Christenson, 12 Holt, 13 Gasman, 14 Maʻa, 16 Tuaniga, 17 Jaeschke, 18 Muagututia, 19 Averill, 20 Smith, 21 Briggs, 22 Shoji, 23 Kessel, 24 Wildman, 25 Champlin, 26 Knigge, 27 Marshman, 29 Ewert, 30 Wetter, CT: Speraw |
| 13      | Paesi Bassi | Formazione: 2 Keemink, 3 van Garderen, 4 ter Horst, 5 van der Ent, 6 Meijs, 7 Jorna, 8 Plak, 10 Koops, 11 Klok, 14 Abdel-Aziz, 16 ter Maat, 17 Parkinson, 18 Andringa, 19 de Weijer, 20 Bak, 22 Wiltenburg, 24 Ahyi, CT: Piazza |
| 14      | Bulgaria    | Formazione: 1 Nikolov, 3 N. Kolev, 6 Petrov, 8 Asparuhov, 9 Garkov, 10 Karjagin, 11 Grozdanov, 12 Tatarov, 13 Dimitrov, 14 Bozhilov, 16 Stankov, 17 Valchinov, 18 Antov, 19 Kărtev, 21 Dobrev, 22 D. Kolev, 24 Petkov, 25 Telkijski, 27 Načev, 29 Bardarov, CT: Blengini                                                                       |
| 15      | Iran        | Formazione: 1 Jelveh, 2 Ebadipour, 7 Farahani, 8 Hazratpour, 9 Khanzadeh, 10 Esmaeilnezhad, 12 Esfandiar, 14 Karimisouchelmaei, 17 M. Salehi, 18 Vadi, 21 A. Salehi, 26 Barbast, 27 Valizadeh, 30 Nasri, 33 Sadati, 49 Sharifi, 55 Behnezhad, CT: Akbari                                                                                       |
| 16      | Turchia     | Formazione: 1 Gürbüz, 5 Matić, 6 Bostan, 7 Savaş, 8 Subaşı, 9 Mandıracı, 10 Ekşi, 12 A. Lagumdžija, 14 Güneş, 15 M. Lagumdžija, 17 Yenipazar, 20 Bayram, 30 Aydın, 40 Aslan, 53 Döne, 77 Bülbül, 80 Hatipoğlu, CT: Énard |

## Premi individuali
| Premio                | Nome              | Squadra  |
| --------------------- | ----------------- | -------- |
| MVP                   | Antoine Brizard   | Francia  |
| Miglior palleggiatore | Antoine Brizard   | Francia  |
| Miglior opposto       | Jean Patry        | Francia  |
| Miglior schiacciatore | Yūki Ishikawa     | Giappone |
| Miglior schiacciatore | Tomasz Fornal     | Polonia  |
| Miglior centrale      | Nicolas Le Goff   | Francia  |
| Miglior centrale      | Jakub Kochanowski | Polonia  |
| Miglior libero        | Tomohiro Yamamoto | Giappone |

## Statistiche
| Rendimento individuale | Rendimento individuale | Rendimento individuale | Rendimento individuale |
| Pos.                   | Nome                   | Punti                  | Squadra                |
| ---------------------- | ---------------------- | ---------------------- | ---------------------- |
| 1                      | Tonček Štern           | 320                    | Slovenia               |
| 2                      | Nimir Abdel-Aziz       | 284                    | Paesi Bassi            |
| 3                      | Stephen Maar           | 225                    | Canada                 |
| 4                      | Klemen Čebulj          | 218                    | Slovenia               |
| 5                      | Marlon Yant            | 196                    | Cuba                   |
| 6                      | Jean Patry             | 195                    | Francia                |
| 6                      | Amin Esmaeilnezhad     | 195                    | Iran                   |
| 8                      | Bruno Lima             | 185                    | Argentina              |
| 8                      | Yūji Nishida           | 185                    | Giappone               |
| 10                     | Eric Loeppky           | 180                    | Canada                 |

| Attacchi vincenti | Attacchi vincenti  | Attacchi vincenti | Attacchi vincenti |
| Pos.              | Nome               | Punti             | Squadra           |
| ----------------- | ------------------ | ----------------- | ----------------- |
| 1                 | Tonček Štern       | 265               | Slovenia          |
| 2                 | Nimir Abdel-Aziz   | 235               | Paesi Bassi       |
| 3                 | Stephen Maar       | 194               | Canada            |
| 4                 | Klemen Čebulj      | 179               | Slovenia          |
| 5                 | Marlon Yant        | 167               | Cuba              |
| 5                 | Amin Esmaeilnezhad | 167               | Iran              |
| 7                 | Jean Patry         | 164               | Francia           |
| 8                 | Eric Loeppky       | 157               | Canada            |
| 9                 | Yūji Nishida       | 156               | Giappone          |
| 10                | Yūki Ishikawa      | 155               | Giappone          |

| Muri vincenti | Muri vincenti     | Muri vincenti | Muri vincenti |
| Pos.          | Nome              | Punti         | Squadra       |
| ------------- | ----------------- | ------------- | ------------- |
| 1             | Nicolas Le Goff   | 34            | Francia       |
| 1             | Agustín Loser     | 34            | Argentina     |
| 3             | Flávio Gualberto  | 33            | Brasile       |
| 4             | Nicolás Zerba     | 30            | Argentina     |
| 5             | Aleks Grozdanov   | 29            | Bulgaria      |
| 6             | Jan Kozamernik    | 26            | Slovenia      |
| 6             | Marko Podraščanin | 26            | Serbia        |
| 8             | Fynnian McCarthy  | 25            | Canada        |
| 9             | Javier Concepción | 24            | Cuba          |
| 9             | Tonček Štern      | 24            | Slovenia      |

| Battute vincenti | Battute vincenti       | Battute vincenti | Battute vincenti |
| Pos.             | Nome                   | Punti            | Squadra          |
| ---------------- | ---------------------- | ---------------- | ---------------- |
| 1                | Nimir Abdel-Aziz       | 40               | Paesi Bassi      |
| 2                | Tonček Štern           | 31               | Slovenia         |
| 3                | Dražen Luburić         | 24               | Serbia           |
| 4                | Yūji Nishida           | 19               | Giappone         |
| 5                | Gregor Ropret          | 18               | Slovenia         |
| 5                | Klemen Čebulj          | 18               | Slovenia         |
| 7                | Jean Patry             | 14               | Francia          |
| 7                | Efe Mandıracı          | 14               | Turchia          |
| 7                | Stephen Maar           | 14               | Canada           |
| 7                | Marlon Yant            | 14               | Cuba             |
| 7                | Alessandro Michieletto | 14               | Italia           |